# Protocetus atavus
Protocetus atavus és una espècie extinta de cetaci arqueocet. Visqué durant l'Eocè mitjà, fa uns 45 milions d'anys.
L'animal, de 2,5 metres de longitud era molt primitiu, encara tènia aletes posteriors, i les aletes davanteres encara tenien els dits dels peus palmats. Les mandíbules eren llargues i tenia unes dents mortals. A diferència de les balenes d'avui en dia, no tenia espiracle (forat superior per a respirar), però els narius ja se li havien començat a desplaçar cap amunt i endarrere. A diferència del seu predecessor Pakicetus, Protocetus podia sentir-hi sota l'aigua.